# Академическая электронная музыка
Академическая электронная музыка (англ. academic electronic music, electronic art music) — вид академической музыки, при создании и исполнении которой используются электронные музыкальные инструменты и технологии, автономная электронная музыка. Артефакты академической электронной музыки связаны с поисками новаторского, «неакустического», звучания как такового, в совокупности с поисками новшеств в гармонии (см. Сонорика, Микрохроматика), ритмике, форме (см. Momentform), инструментовке — в отличие от композиций прикладной электронной музыки, в основе которых лежат привычные слуху тональная гармония и гармонические техники (секвенция, остинато, модуляция), акцентная тактовая метрика, простые формы-конструкции (рондо, вариации, сюита и т.п.).

## Краткая характеристика
В широком смысле термин «академическая электронная музыка» описывает музыкальное искусство, которое основано на применении электронных и компьютерных технологий и в значительной степени опирается на лучшие традиции академической школы. К композиторам, работавшим в этом направлении, относятся Лучано Берио, Карлхайнц Штокхаузен, Янис Ксенакис, Дитер Кауфман, частично Дьёрдь Лигети, Луиджи Ноно, Бруно Мадерна, Пьер Булез, Янку Думитреску и другие. В кругу профессиональных музыкантов «академической электронной музыкой» называют творения наиболее известных композиторов, работавших в сфере музыкального авангарда, экспериментальной и альтернативной музыки («электроакустической», «конкретной», «акусматической», «спектральной», «стохастической», «компьютерной» и т. д.) — Эдгара Вареза, Пьера Шеффера, Макса Мэтьюса, частично Генри Коуэлла, Милтона Бэббитта, Анри Пуссёра, Джона Кейджа, Эдуарда Артемьева, Софию Губайдулину, Эдисона Денисова, Шандора Каллоша, Михаила Чекалина.
В западных странах академическая электронная музыка изучается и создаётся чаще всего в центрах при университетах (например, CCRMA в Стэнфордском университете) и в государственных учреждениях, таких как общественные радиостанции в Германии и Франции или исследовательские центры наподобие IRCAM и GRM.
Современная академическая электронная музыка включает произведения, созданные с использованием семплирования и синтезирования, а также при помощи традиционных музыкальных инструментов, звуки которых подвергаются электронной обработке. Её аудиторией являются небольшие сообщества академических музыкантов и исполнителей, члены которых чаще всего склонны видеть электронную музыку как элитную и интеллектуальную, а не как популярную и общедоступную.
Развитие академической электронной музыки привело к появлению на рубеже 1960—1970-х годов различных форм популярной электронной музыки.